# (8416) Okada
(8416) Okada est un astéroïde de la ceinture principale.

## Description
(8416) Okada est un astéroïde de la ceinture principale. Il fut découvert le 3 novembre 1996 à Kushiro par Seiji Ueda et Hiroshi Kaneda. Il présente une orbite caractérisée par un demi-grand axe de 2,15 UA, une excentricité de 0,20 et une inclinaison de 3,3° par rapport à l'écliptique.

## Compléments